# Alejandro Cárdenas (futbolista)
Alejandro Cárdenas (n. México, D.F.; 6 de julio de 1968) es un futbolista mexicano de fútbol rápido.
Jugó en Toulon, Francia en 1987 con la Selección Nacional Sub-17. Hizo su debut en 1988 en Primera división con Pumas de la UNAM, después jugó dos años en la Segunda División con Pumas ENEP. En 1993 jugó con los Gallos Blancos de Segunda División A. y; en 1994 empezó a jugar con el Meave en el Circuito Mexicano de Fútbol Rápido. En su primer año con La Raza de Monterrey (1995) él se desenvolvió con mucho profesionalismo, coraje y capacidad por lo que se hizo uno de los favoritos de los aficionados. En su segundo año se consolidó en el primer equipo de La Raza de Monterrey. Fue el capitán del equipo. Fue capitán de La Raza por dos años más. En el último año, 2000, quedaron campeones de la liga venciendo a los Sidekicks de Dallas en la tanda de shootouts. Fue transferido a los Sockers de San Diego la próxima temporada donde llevó al equipo a la final pero lamentablemente perdieron en tiempo extra. Jugó un año más en los Sockers. En el 2002 se pensaba que se iba retirar pero luego en el 2003 fue llamado para jugar en La Furia de Monterrey, un equipo nuevo de la liga de fútbol rápido profesional. En el 2004 fue convocado por Eric Geyer para formar parte de La Raza de Monterrey, la segunda generación. Tuvieron un buen desempeño pero no jugaron la liguilla por no poder calificar por problemas extrafutbolisticos. 
Formó parte de la selección de México de fútbol rápido que se coronó campeón en el mundial que se celebró en la capital de México. Venciendo a Brasil en tiempos extras. Dio la asistencia al gol del gane. Ahora se dedica a ser entrenador en un club en Estados Unidos.
- Datos: Q5486451